# Carlisle United FC
A Carlisle United F.C. egy angol labdarúgócsapat Carlisle-ban. 1904-ben alapították, jelenleg a League Two-ban játszanak.

## Története

### Alapítása
A klubot 1904. május 17-én a Shaddongate United éves közgyűlésén, a klub tagjai megszavazták, hogy változtassák a klub nevét Carlisle United-ra. Az újonnan alakult egyesület a Milhome Bank-on, később Devonshire Park-ban játszott. Végül a jelenlegi hazai pályán a Brunton Parkba költöztek.

### Korai évek
1928-ban a Carlisle megválasztották abba, hogy ők induljanak a Football League Third Division North-ban a Durham Cityt helyett. Az első játékukat a ligában 3-2-re megnyerték az Accrington Stanley ellen, a győztes csapat: Prout, Coulthard, Cook, Harrison, Ross, Pigg, Agar, Hutchison, McConnell, Ward és Watson.
Ivor Broadist nevezték ki edzőnek a második világháború vége után.

### Arany korszak
1974-75-ös szezonban feljutottak az elsőosztályba.  Mindazonáltal a siker rövid volt és a csapat utolsó lett a bajnokságban, ezért kiestek.

## Játékosok
2010 február 15.-i állás szerint.

### Jelenlegi keret
| #  |     | Poszt | Név                                |
| -- | --- | ----- | ---------------------------------- |
| 1  | ENG | K     | Adam Collin                        |
| 2  | ENG | V     | David Raven                        |
| 3  | ENG | V     | Evan Horwood                       |
| 4  | ENG | KP    | Marc Bridge-Wilkinson              |
| 5  | ENG | V     | Danny Livesey                      |
| 6  | IRL | V     | Peter Murphy                       |
| 7  | ENG | KP    | Joe Anyinsah                       |
| 8  | IRL | KP    | Graham Kavanagh                    |
| 9  | SCO | CS    | Scott Dobie                        |
| 10 | ENG | KP    | Matty Robson                       |
| 11 | ENG | KP    | Paul Thirlwell (Csapatkapitány)    |
| 12 | ENG | KP    | Tom Taiwo                          |
| 13 | ENG | V     | Simon Lakeland                     |
| 14 | IRL | V     | Ian Harte                          |
| 15 | ENG | KP    | Gavin Rothery                      |
| 16 | ENG | CS    | Ben Marshall (kölcsönben Stoketól) |

| #  |     | Poszt | Név                                             |
| -- | --- | ----- | ----------------------------------------------- |
| 17 | ENG | CS    | Richard Offiong                                 |
| 18 | ENG | KP    | Conor Tinnion                                   |
| 19 | SCO | V     | Tom Aldred                                      |
| 20 | ENG | KP    | Jonny Blake                                     |
| 21 | IRL | V     | Richard Keogh                                   |
| 22 | ENG | KP    | Michael Burns (kölcsönben Stafford Rangers-töl) |
| 23 | NIR | V     | Tony Kane                                       |
| 24 | ENG | KP    | Kevan Hurst                                     |
| 25 | ENG | KP    | Adam Clayton (kölcsönben a Manchester City-töl) |
| 26 | ENG | CS    | Andy Cook                                       |
| 27 | SCO | CS    | Darryl Duffy (kölcsönben Bristol Rovers-töl)    |
| 28 | ENG | CS    | Gary Madine (kölcsönben a Chesterfield-töl)     |
| 30 | ENG | CS    | Ryan Bowman                                     |
| 39 | ENG | K     | Mark Gillespie                                  |
| 40 | ENG | K     | Lenny Pidgeley                                  |

## Játékos rekordok
- Legtöbb gól egy szezonban: Jimmy McConnell, 42 gól, 1928-29
- Legtöbb gól a csapatban: Jimmy McConnell, 126, 1928-1932
- Legtöbb mérkőzés: Alan Ross, 466, (1963-1979)
- Legtöbb válogatottság: Ian Harte, 64 válogatott mérkőzés, Írország (1997–2006)
- Rekord átigazolás: Joe Garner - £140,000 a Blackburn Rovers-töl (2007 augusztus)
- Rekor eladás: Matt Jansen - £2.5 millióért a Crystal Palace-nek (1998 február)

## Klubrekordok
- Legnagyobb győzelem: 8-0 (Hartlepool United) 1928 szeptember 1
- Legnagyobb vereség: 1-11 (Hull City) 1939 január 14.
- Legtöbb gól egy szezonban: 113, 1963-64